# Apollo dell'Omphalos
L'Apollo dell'Omphalos (in greco antico Ἀπόλλων ἐπὶ τοῦ Ὀμφαλού) è una statua romana in marmo e datata al II secolo, copia di un originale greco bronzeo del 460-450 a.C.. L'opera raffigura Apollo, dio della musica, della medicina e della profezia, ed è caratterizzata dallo stile tipico della scultura greca arcaica. Attualmente si trova al Museo archeologico nazionale di Atene.

## Storia
La scultura fu rinvenuta nel teatro di Dioniso, all'interno dell'Acropoli di Atene, nel 1862. Fu denominata Apollo dell'Omphalos poiché si riteneva poggiasse su una base a forma di onfalo. Non fu ritrovata intera, ma in numerosi frammenti, successivamente ricomposti; presenta, inoltre numerosi segni di danneggiamenti. 
Si ritiene possa essere stata scolpita da Calamide o da Onata di Egina. Fu anche ipotizzata l'attribuzione a Pitagora di Reggio, ma è stata ampiamente rigettata.

## Descrizione

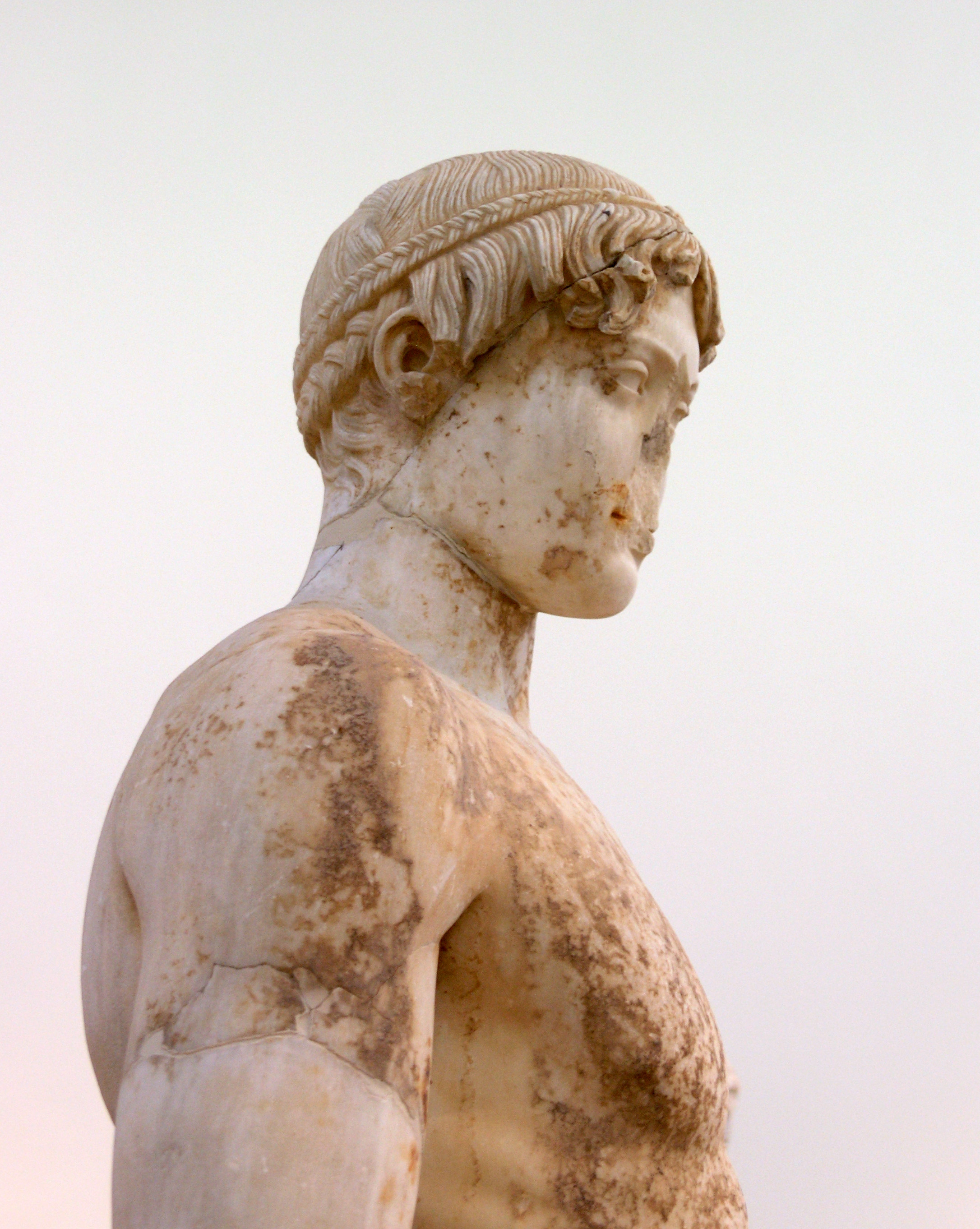
Veduta laterale della parte superiore del corpo.

La statua è realizzata in marmo pentelico ed è alta circa 176 centimetri. Apollo è rappresentato nudo, in posizione eretta saldamente appoggiato sulla gamba destra, mentre la sinistra appare rilassata e leggermente piegata all'altezza del ginocchio. La posizione chiastica che assume porta anche le natiche a curvarsi verso destra. I suoi capelli sono composti da ciocche spesse e pesanti riccioli, raccolti parzialmente da due trecce legate attorno alla testa.
L'Apollo si rifà all'arte greca arcaica, deducendo ciò dall'acconciatura, dalla posa rigida, dalle spalle ampie, dalla testa più piccola e dall'espressione piuttosto vacua; ciononostante, la composizione del corpo evidenzia la grande conoscenza e percezione della natura che caratterizzava lo scultore.

### Condizioni
La statua è stata ritrovata in vari frammenti, come nel caso dei piedi dalle caviglie in giù e delle braccia al di sotto dei gomiti. Il naso e la bocca sono mancanti, mentre parti delle cosce e della parte superiore del braccio sinistro necessitarono di un restauro.